# Charmosyna rubronotata
Il lorichetto fronterossa (Charmosyna rubronotata Wallace, 1862) è un uccello della famiglia degli Psittaculidi.
Specie caratterizzata da mantello generale verde con una taglia attorno ai 17 cm, si presenta in due sottospecie classificate: C. r. rubronotata, caratterizzata da fronte rossa, zona periauricolare blu con segni rossi sui fianchi, sul sottoala e sul codrione; C. r. kordoana che presenta il rosso frontale più pallido e più esteso. Entrambe le sottospecie denotano un notevole dimorfismo sessuale essendo la femmina priva dei segni rossi e blu; compaiono sfumature giallastre nella zona auricolare e in quella ventrale. Vive nel nord della Nuova Guinea e nelle isole Salawati e Biak.